# Relaciones Austria-Azerbaiyán
Las relaciones Austria-Azerbaiyán (en azerí: Avstriya–Azərbaycan münasibətləri) se refieren a las relaciones diplomáticas bilaterales entre la República de Austria y  la República de Azerbaiyán.

## Historia

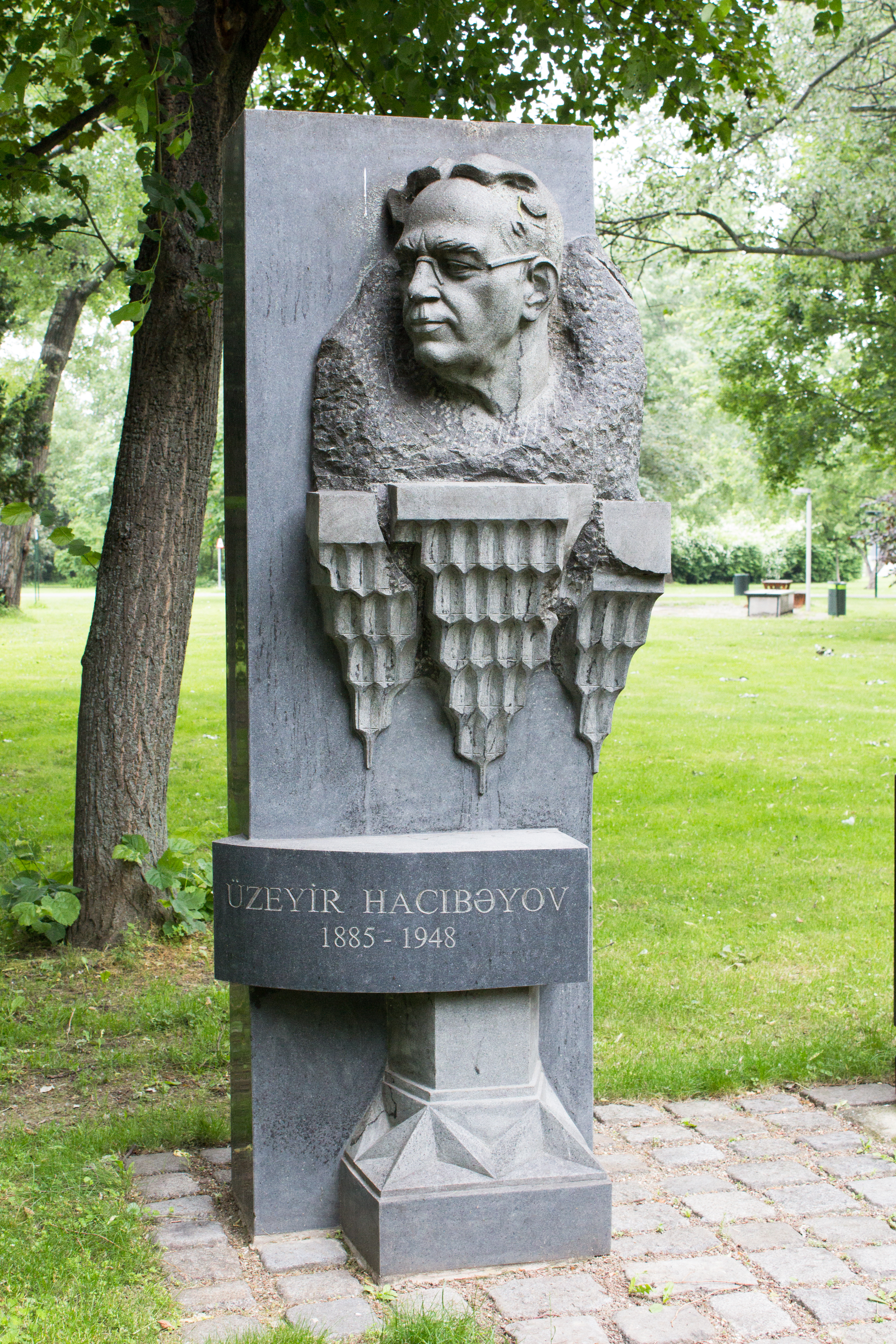
Monumento de Uzeyir Hajibeyov en Viena

Austria reconoció la independencia de Azerbaiyán el 15 de enero de 1992. El 20 de febrero de 1992 se establecieron las relaciones diplomáticas entre los dos países.
La embajada de Azerbaiyán en Austria se inauguró en septiembre de 1995. El 23 de julio de 2021, por el decreto del Presidente de Azerbaiyán, Ilham Aliyev, Rovshan Sadigbeyli se ha nombrado Embajador Extraordinario y Plenipotenciario de Austria. La embajada también está acreditada en Eslovaquia e Eslovenia. Rovshan Sadigbeyli también es el representante Permanente de Azerbaiyán ante la Organización de las Naciones Unidas en Viena, la Organización para la Seguridad y la Cooperación en Europa, la Organización de las Naciones Unidas para el Desarrollo Industrial, la Organismo Internacional de Energía Atómica y  la Organización del Tratado de Prohibición Completa de los Ensayos Nucleares.
La embajada de Austria se inauguró en julio de 2018. El 5 de diciembre de 2018, el presidente de la República de Azerbaiyán, Ilham Aliyev, recibió las cartas credenciales del recién nombrado embajador extraordinario y plenipotenciario de la República de Austria, Bernd Alexander Bayerl.
Milli Majlis estableció el Grupo de Trabajo sobre las relaciones interparlamentarias entre Azerbaiyán y Austria el 7 de marzo de 1997. Actualmente el jefe del Grupo de Trabajo sobre las relaciones interparlamentarias entre Azerbaiyán y Austria es Tahir Mirkishili.
Las sociedades de amistad en Viena, Graz, Salzburgo y Linz desempeñan un papel importante en el desarrollo de los lazos culturales entre Austria y Azerbaiyán. En 2002 y 2005 se organizaron en Austria los días de la cultura azerbaiyana. En Viena se erigió un monumento al gran compositor azerbaiyano, Uzeyir Hajibeyov. Su comedia musical “Arshin Mal Alan” se representó en el Teatro de Ópera de Viena. El 21 de septiembre se ha inaugurado la Casa de Azerbaiyán en Salzburgo.

## Misiones diplomáticas residentes
- Austria tiene una embajada en Bakú.[10]
- Azerbaiyán tiene una embajada en Viena.[11]